# داریو روسی
داریو روسی (انگلیسی: Dario Rossi؛ زادهٔ ۱۴ نوامبر ۱۹۷۲) بازیکن فوتبال اهل ایتالیا است.
از باشگاه‌هایی که در آن بازی کرده‌است می‌توان به باشگاه فوتبال مودنا، باشگاه فوتبال اسپال، باشگاه فوتبال آسکولی، باشگاه فوتبال لچه، باشگاه فوتبال فروزینونه، باشگاه فوتبال آ.اس. رم، باشگاه فوتبال دلفینو پسکارا، باشگاه فوتبال پیزا، و باشگاه فوتبال ترنانا اشاره کرد.